# Thermoniphas bibundana
Thermoniphas bibundana is een vlinder uit de familie van de Lycaenidae. De wetenschappelijke naam van de soort is voor het eerst gepubliceerd in 1910 door Karl Grünberg.
De soort komt voor in Kameroen, Equatoriaal Guinea en Congo-Kinshasa.